# Prix Charles Plisnier
 (décembre 2023).
La mise en forme du texte ne suit pas les recommandations de Wikipédia : il faut le « wikifier ».
Les points d'amélioration suivants sont les cas les plus fréquents :
- Les titres sont pré-formatés par le logiciel. Ils ne sont ni en capitales, ni en gras.
- Le texte ne doit pas être écrit en capitales (les noms de famille non plus), ni en gras, ni en italique, ni en « petit »…
- Le gras n'est utilisé que pour surligner le titre de l'article dans l'introduction, une seule fois.
- L'italique est rarement utilisé : mots en langue étrangère, titres d'œuvres, noms de bateaux, etc.
- Les citations ne sont pas en italique mais en corps de texte normal. Elles sont entourées par des guillemets français : « et ».
- Les listes à puces sont à éviter, des paragraphes rédigés étant largement préférés. Les tableaux sont à réserver à la présentation de données structurées (résultats, etc.).
- Les appels de note de bas de page (petits chiffres en exposant, introduits par l'outil «  Source ») sont à placer entre la fin de phrase et le point final[comme ça].
- Les liens internes (vers d'autres articles de Wikipédia) sont à choisir avec parcimonie. Créez des liens vers des articles approfondissant le sujet. Les termes génériques sans rapport avec le sujet sont à éviter, ainsi que les répétitions de liens vers un même terme.
- Les liens externes sont à placer uniquement dans une section « Liens externes », à la fin de l'article. Ces liens sont à choisir avec parcimonie suivant les règles définies. Si un lien sert de source à l'article, son insertion dans le texte est à faire par les notes de bas de page.
- La présentation des références doit suivre les conventions bibliographiques. Il est recommandé d'utiliser les modèles {{Ouvrage}}, {{Chapitre}}, {{Article}}, {{Lien web}} et/ou {{Bibliographie}}. Le mode d'édition visuel peut mettre en forme automatiquement les références.
- Insérer une infobox (cadre d'informations à droite) n'est pas obligatoire pour parachever la mise en page.

Pour une aide détaillée, merci de consulter Aide:Wikification.
Si vous pensez que ces points ont été résolus, vous pouvez retirer ce bandeau et améliorer la mise en forme d'un autre article.
Le Prix Charles Plisnier est un prix littéraire belge décerné chaque année par la province de Hainaut et récompensant le travail d’un écrivain hainuyer.
L’actuel prix de Littérature française Charles Plisnier est né en 1963 de la fusion du prix de Littérature française, créé en 1952, et du prix Charles Plisnier, institué en 1959 en mémoire du poète et romancier montois, premier écrivain belge distingué par l'Académie Goncourt.
Auparavant, le Prix du Hainaut récompensait depuis 1913 des créateurs œuvrant dans des domaines aussi divers que l’architecture, la peinture, la littérature ou encore la musique.
Huit lauréats furent ainsi distingués pour la littérature :
- 1923 Arthur CANTILLON[2]
- 1929 Louis PIERARD[3]
- 1933 Yvonne HERMAN-GILSON[4]
- 1935 Pierre HUBERMONT[5],[6]
- 1936 Auguste FOURMY, écrivain dialectal (à titre posthume, partagé avec Taf WALLET, peintre)[7]
- 1937 Charles PLISNIER[8]
- 1950 Charles BERTIN[9]
- 1966 Pierre CORAN[10]

Cette distinction est l'une des plus importantes de la Belgique francophone. Jusqu'en 2010, elle récompensait tous les quatre ans un genre littéraire à tour de rôle :
- roman, conte, nouvelle ;
- écriture théâtrale ;
- poésie ;
- essai.

Depuis 2011, l'essai n'apparaît plus dans le règlement du prix, qui voit alterner les trois catégories du roman, de la poésie et du théâtre.
D'une valeur de 2 500 €, le Prix hainuyer de Littérature française Charles Plisnier est réservé aux écrivains nés en Hainaut, ou y résidant depuis trois ans au moins, et s'exprimant en langue française.
Il est un des prix du Hainaut.

## Lauréats
| Année | Lauréat                  | Genre             | Œuvre                                                                                                 |
| ----- | ------------------------ | ----------------- | --- |
| 1955  | Charles Bertin           | théâtre           | Christophe Colomb, éd. Jacques Antoine (Prix de Litt. fr.)                                            |
| 1957  | Paul Champagne           | poésie            | La Marche à la lumière, Les yeux clos, Des croix, des fleurs (Prix de Litt. fr.)                      |
| 1959  | Achille Chavée           |                   | Prix pour l'ensemble de son œuvre (Prix Ch. Plisnier)                                                 |
| 1960  | Jean Roussel             | essai             | La vie et l'œuvre ferventes de Charles Plisnier, éd. Subervie (Prix Ch. Plisnier)                     |
| 1962  | Edmond Kinds             |                   | L'excursion scolaire (Prix de Litt. fr.)                                                              |
| 1963  | Yvon Givert              | théâtre           | La grande pétoire, manuscrit (Prix de Litt. fr.)                                                      |
| 1963  | Jacques Paulus           | essai             | Le romancier nécessaire : variations sur l'œuvre de Charles Plisnier (Prix de Litt. fr. Ch. Plisnier) |
| 1965  | Madeleine Gevers         | poésie            | Train de vie, éd. Unimuse                                                                             |
| 1965  | Roger Foulon             | poésie            | L'envers du décor, éd. du Spantole                                                                    |
| 1966  | Pol Vandromme            | essai             | Jean Anouilh : un auteur et ses personnages, éd. de La Table Ronde                                    |
| 1968  | André Miguel             | théâtre           | Une journée immobile, France-Culture                                                                  |
| 1969  | Gérard Prévot            | poésie            | Prose pour un apatride, éd. Grasset                                                                   |
| 1970  | Marcel Lobet             | essai             | Le feu du ciel, éd. La Renaissance du Livre                                                           |
| 1971  | Marcel Moreau            | roman             | Julie ou la dissolution, éd. Christian Bourgois                                                       |
| 1972  | Jacques Henrard          | théâtre           | Le bal des belles (initialement : Les canaris), éd. du Théâtre d'essai                                |
| 1973  | Claude Bauwens           | poésie            | Le chemin du retour, éd. Fagne                                                                        |
| 1973  | Robert-Lucien Geeraert   | poésie            | La poudre des mots, éd. Unimuse                                                                       |
| 1974  | Michel Mouligneau        | essai             | La rime, éd. Theys                                                                                    |
| 1975  | Monique Dussaussois      | roman             | Le suicidaire, éd. La Renaissance du Livre                                                            |
| 1976  | Gabriel Deblander        | théâtre           | Chats et rats, poissons morts, France-Culture                                                         |
| 1977  | Jacques Viesvil          | poésie            | L'homme éveillé, éd. PAC-Gosselies                                                                    |
| 1977  | Yvon Givert              | poésie            | Le Voyage immobile, chez l'auteur ,                                                                   |
| 1978  | Marianne Pierson-Piérard | essai             | La vie passionnée de Katherine Mansfield, éd. Fernand Nathan / Labor                                  |
| 1979  | Francine Leman           | roman             | Emilie cuisinière, éd. Nord-Éclair                                                                    |
| 1979  | Paul André               | roman (nouvelles) | Il est permis de rêver, éd. Louis Musin                                                               |
| 1981  | Colette Nys-Mazure       | poésie            | Pénétrance, éd. Unimuse                                                                               |
| 1982  | Marcel Voisin            | essai             | Vivre la laïcité, éd. de l'ULB                                                                        |
| 1983  | Eddy Devolder            | roman             | L'homme qui regardait le ciel, éd. Jacques Antoine                                                    |
| 1983  | Pierre Maury             | roman             | Quadrichromie, éd. Le Cri                                                                             |
| 1984  | Michel Voiturier         | théâtre           | Chronique locale, éd. du Centre dramatique hainuyer                                                   |
| 1985  | Marie-José Viseur        | poésie            | Mes maisons de sagesse, éd. Maison de la Poésie Namur                                                 |
| 1985  | Yves Namur               | poésie            | Le Voyage, l'obscène, éd. Maison de la Poésie Namur                                                   |
| 1987  | Giralomo Santocono       | roman             | Rue des Italiens, éd. du Cerisier                                                                     |
| 1988  | Liliane Wouters          | théâtre           | Le jour du narval, éd. Les Éperonniers                                                                |
| 1989  | Rose-Marie François      | poésie            | Répéter sa mort, éd. Le Cormier                                                                       |
| 1990  | Jean-Luc Dubart          | essai             | La haute note jaune, éd. Scribande                                                                    |
| 1991  | Francis Dannemark        | roman             | Choses qu'on dit la nuit entre deux villes, éd. Robert Laffont                                        |
| 1992  | Jean Louvet              | théâtre           | Un homme de compagnie, éd. Emile Lansman                                                              |
| 1993  | Philippe Mathy           | poésie            | Debout sur un brin d'herbe, éd. La Bartavelle                                                         |
| 1993  | Claude Haumont           | poésie            | Le Hors venu, éd. Daily-Bul                                                                           |
| 1994  | René Henoumont           | essai             | Au bonheur des Belges, éd. Le Rocher                                                                  |
| 1995  | François Emmanuel        | roman             | La Partie d’échecs indiens, éd. Stock                                                                 |
| 1996  | Pascale Tison            | théâtre           | La Chute des Âmes, éd. Emile Lansman                                                                  |
| 1997  | Jacques Bourlez          | poésie            | Lambeaux, éd. Adikia                                                                                  |
| 1998  | Pol Charles              | essai             | Georges Limbour, jongleur surréaliste, éd. Talus d'approche                                           |
| 1999  | Roger Cantraine          | roman (nouvelles) | Une raison de mourir, éd. La Renaissance du Livre                                                     |
| 2001  | Michel Lambiotte         | poésie            | Espace du seul, éd. Fonds Éric Brogniet                                                               |
| 2003  | Xavier Hanotte           | roman             | Les Lieux communs, éd. Belfond                                                                        |
| 2004  | Jean Debefve             | théâtre           | Chagrin d'amour, éd. Lansman & CTEJ                                                                   |
| 2005  | Françoise Lison-Leroy    | poésie            | L'Incisive, éd. Rougerie                                                                              |
| 2006  | Marie-Clotilde Roose     | essai             | Désir d’être et parole poétique, éd. L'Harmattan                                                      |
| 2007  | Daniel Charneux          | roman             | Norma, roman, éd. Luce Wilquin                                                                        |
| 2008  | Jean Leroy               | théâtre           | Les funérailles de Monsieur Lumumba, éd. du Cerisier                                                  |
| 2009  | Carl Norac               | poésie            | Sonates pour un homme seul, éd. L'Escampette                                                          |
| 2010  | Rémi Bertrand            | essai             | Un mot pour un autre, éd. Points                                                                      |
| 2011  | Daniel Adam              | roman             | Une histoire tue, éd. du Cerisier                                                                     |
| 2012  | Céline Delbecq           | théâtre           | Hêtre, éd. Emile Lansman                                                                              |
| 2013  | Maxime Coton             | poésie            | Le geste ordinaire, éd. Esperluète                                                                    |
| 2014  | Françoise Houdart        | roman             | Les profonds chemins, éd. Luce Wilquin                                                                |
| 2016  | Sylvie Landuyt           | théâtre           | Elle(s), éd. Emile Lansman                                                                            |
| 2018  | Philippe Leuckx          | poésie            | L'imparfait nous mène, éd. Bleu d'encre                                                               |
| 2019  | Ariane Le Fort           | roman             | Partir avant la fin, éd. du Seuil                                                                     |
| 2020  | Charlotte Vancoppenolle  | théâtre           | La vie banale et extraordinaire de la petite fille aux tissus, manuscrit                              |
| 2021  | Francesco Pittau         | poésie            | Épissures, éd. L'Arbre à paroles                                                                      |
| 2022  | Annie Préaux             | roman             | Disparu d'un trait d'encre, éd. M.E.O.                                                                |
| 2023  | Alex Lorette             | théâtre           | La vie comme elle vient, éd. Lansman                                                                  |
| 2024  | Xénia Maszowez           | poésie            | Au bord. Cosmogonie du gouffre, manuscrit                                                             |